# فضاهای خیلی باز (فیلم ۱۹۴۷)
«فضاهای خیلی باز» (انگلیسی: Wide Open Spaces (1947 film)) یک فیلم کوتاه انیمیشن با حضور شخصیت معروف آثار والت دیزنی دانلد داک است.